# 사모트라케의 아리스타르코스

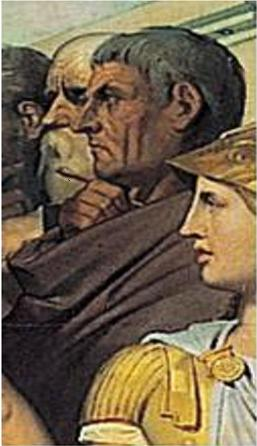

사모트라케의 아리스타르코스(고대 그리스어: Ἀρίσταρχος, 기원전 220년 ? - 기원전 143년 ?)는 호메로스의 서사시를 연구했던 학자일 뿐만 아니라 언어학에 큰 영향력을 가진 인물이다. 비잔틴의 아리스토파네스로부터 배웠던 알렉산드리아 도서관의 사서이며, 나중에 그 일을 이어 관장이 되었다고 볼 수 있다. 제자로는 이후 고대 그리스어 문법을 체계화 한 트라키아의 디오뉴시오스가 있다.
“호메로스에서 호메로스를 이해하는”라는 말처럼, 아리스타르코스는 호메로스의 시 원전을 비판하면서 편찬 사상 가장 중요한 판을 정리했다. 또한 스승이 가지고 있던 강세의 원칙(accent system)을 모방하여, 운율적인 정확성에 주목하여 텍스트를 맞추었다고 알려져 있으며, 의심스러운 시행을 물릴 때의 사모스의 아리스타코스의 어려움은 잘 알려지게 되었다. 또한 《일리어드》와 《오디세이아》를 각각 24권본으로 편집한 것도 아리스타쿠스라고 알려져 있지만, 이것은 알렉산드리아에서 또 한 명의 선배인 제노도토스가 한 것이라는 설이 더 유력하다. 수다 사전에 아리스타르코스는 다양한 분야에 걸쳐 800권의 주석서를 저술했다고 알려졌지만, 오늘 날 그것들은 모두 손실되었고, 몇몇 단편적인 조각만이 남아있을 뿐이다.
아리스타르코스는 프톨레마이오스 왕조 시대의 이집트에서 프톨레마이오스 8세(그리고 그 조카인 프톨레마이오스 7세)를 가르치는 교사 역할을 하다가 호메로스에 대한 책도 썼다. 그의 죽음을 둘러싸고 여러 설이 있지만, 자신이 가르친 프톨레마이오스 8세로부터 형에게 가담했다고 박해를 받던 시기의 죽음이었다는 점에는 일치를 보고 있다. 다른 설명에 따르면 키프로스로 망명해 있는 동안 불치의 수종에 걸려 스스로 굶어 죽는 것을 선택한 것이라고 한다.
역사에 새겨진 아리스타코스의 이름은 문예 평론과 결합되어 비판적인 비평가를 가리킬 때, ‘아리스타르코식’이라는 말이 생겼을 정도이다.